# Стерлінг (Аляска)
Стерлінг (англ. Sterling) — переписна місцевість (CDP) в США, в окрузі Кенай штату Аляска. Населення — 5918 осіб (2020).

## Географія
Стерлінг розташований за координатами 60°32′25″ пн. ш. 150°48′24″ зх. д. / 60.54028° пн. ш. 150.80667° зх. д. (60.540373, -150.806787).  За даними Бюро перепису населення США в 2010 році переписна місцевість мала площу 206,26 км², з яких 201,40 км² — суходіл та 4,86 км² — водойми.

## Демографія
Згідно з переписом 2010 року, у переписній місцевості мешкало 5617 осіб у 2254 домогосподарствах у складі 1611 родини. Густота населення становила 27 осіб/км².  Було 3347 помешкань (16/км²).
Расовий склад населення:
| - 89,8 % — білих - 4,4 % — корінних американців - 0,8 % — азіатів - 0,1 % — вихідців з тихоокеанських островів - 0,1 % — чорних або афроамериканців |

До двох чи більше рас належало 4,3 %. Частка іспаномовних становила 2,7 % від усіх жителів.
За віковим діапазоном населення розподілялося таким чином: 22,1 % — особи молодші 18 років, 65,4 % — особи у віці 18—64 років, 12,5 % — особи у віці 65 років та старші. Медіана віку мешканця становила 44,1 року. На 100 осіб жіночої статі у переписній місцевості припадало 111,8 чоловіків;  на 100 жінок у віці від 18 років та старших — 111,5 чоловіків також старших 18 років.
Середній дохід на одне домашнє господарство  становив 83 598 доларів США (медіана — 71 597), а середній дохід на одну сім'ю — 95 956 доларів (медіана — 86 613). Медіана доходів становила 61 721 долар для чоловіків та 41 128 доларів для жінок. За межею бідності перебувало 10,1 % осіб, у тому числі 15,3 % дітей у віці до 18 років та 9,1 % осіб у віці 65 років та старших.
Цивільне працевлаштоване населення становило 2638 осіб. Основні галузі зайнятості: освіта, охорона здоров'я та соціальна допомога — 28,0 %, роздрібна торгівля — 12,6 %, будівництво — 11,4 %.